# Kormos hangyászökörszem
A kormos hangyászökörszem  (Myrmotherula axillaris) a madarak osztályának verébalakúak (Passeriformes) rendjébe és a hangyászmadárfélék (Thamnophilidae) családjába tartozó faj.

## Rendszerezése
A fajt Louis Pierre Vieillot francia ornitológus írta le 1817-ben, a Myrmothera nembe Myrmothera axillaris néven. Egyes szervezetek a Myrmopagis nembe sorolják Myrmopagis axillaris néven.

## Alfajai
- Myrmotherula axillaris axillaris Vieillot, 1817
- Myrmotherula axillaris fresnayana d’Orbigny, 1835
- Myrmotherula axillaris melaena  Sclater, 1857
- Myrmotherula axillaris albigula Lawrence, 1865
- Myrmotherula axillaris luctuosa Pelzeln, 1868 vagy Myrmotherula luctuosa
- Myrmotherula axillaris heterozyga J. T. Zimmer, 1932[1]

## Előfordulása
Mexikó, Trinidad és Tobago, valamint Costa Rica, Honduras, Nicaragua, Panama, Bolívia, Brazília, Kolumbia, Ecuador, Francia Guyana, Guyana, Peru, Suriname és Venezuela területein honos.
Természetes élőhelyei a szubtrópusi és trópusi síkvidéki esőerdők és mocsári erdők, folyók és patakok környékén. Állandó nem vonuló faj.

## Megjelenése
Testhossza 10 centiméter, testsúlya 7-9 gramm. A hím tollazata fekete, szárnyán apró fehér foltok találhatók.
|  |  |

## Életmódja
Általában kis csoportokban él. Rovarokkal és pókokkal táplálkozik.

## Szaporodása
Csésze alakú fészkét, fákra készíti. Fészekalja 2 lila-fehér tojásból áll. A tojásokon mindkét szülő költ, a keltetési idő 16 nap.

## Természetvédelmi helyzete
Az elterjedési területe rendkívül nagy, egyedszáma viszont csökkenő, de még nem éri el a kritikus szintet. A Természetvédelmi Világszövetség Vörös listáján nem fenyegetett fajként szerepel.